# Mariazuil (Olomouc)
De Mariazuil (Tsjechisch: Mariánský sloup en Duits: Mariensäule) is een barokke pestzuil op het Dolní náměstí (Benedenplein) in de Moravische stad Olomouc in Tsjechië. De mariazuil is een symbool van dank van de burgers van Olomouc voor het einde van een pestepidemie die Moravië teisterde tussen 1714 en 1716. De zuil is tussen 1715 en 1723 gebouwd door Václav Render en de beelden zijn gemaakt door Jan Sturmer en Tobiáš Schütz. Tijdens het Pruissische beleg van Olomouc in 1758 raakte de zuil beschadidgd, waarna het beeld van Sint Sebastiaan is vervangen. Bij reparaties tussen 1985 en 1992 aan de pestzuil is de zuilschacht vervangen door een kopie. Het is samen met de barokke fonteinen (Neptunusfontein, Herculesfontein, Jupiterfontein, Tritonenfontein, Mercuriusfontein en Caesarfontein) en de andere pestzuil (de Zuil van de Heilige Drie-eenheid) sinds 1995 een nationaal cultureel monument (národní kulturní památka).